# 王震
王 震（おう しん、ワン・ジェン、1908年3月15日 - 1993年3月12日）は、中華人民共和国の政治家、軍人（最終位階は上将）。八大元老の1人に数えられた。

## 略歴
1927年、中国共産主義青年団に参加し、同年、中国共産党に入党。1929年、中国工農紅軍に参加。土地革命戦争以後、粤漢鉄路長岳段工会糾察隊中隊長、湘鄂贛辺区赤衛隊支隊長兼政治委員、湘東独立第1師政治委員、師政治部主任、師政治委員兼紅8軍政治委員代理、湘贛軍区司令員代理、紅6軍団政治委員、紅2軍団政治委員などを歴任。長征に参加。
日中戦争では、八路軍第120師第359旅副旅長、旅長兼政治委員、中共延安地委員会書記、延安軍分区司令員、衛戍区司令員、八路軍南下支隊司令員を歴任。
国共内戦では、中原軍区第一副司令員兼参謀長、西北野戦軍第2縦隊司令員兼政治委員、第1野戦軍第1兵団司令員兼政治委員として各地を転戦し活躍。
1949年に中華人民共和国が成立すると、新疆生産建設兵団（屯田兵に相当）を率いて新疆ウイグル自治区に進駐しウイグル人弾圧と漢族入植事業を推進、党中央新疆分局書記、新疆軍区司令員（司令官）代理兼政治委員などを歴任した。1953年、中国人民解放軍鉄道兵司令員兼政治委員。1955年には上将の階級と一級八一勲章、一級独立自由勲章、一級解放勲章を授与され、人民解放軍副総参謀長に就任。1956年、当時の新疆分局常務委員兼宣伝部長鄧力群による民族・宗教政策が毛沢東によって左傾と批判されたため、王震が兼務していた新疆分局書記の職務は廃止、王震は国務院農墾部長（大臣）に転出した。文化大革命で冷遇されたものの、毛沢東の保護を受け、1975年1月の第4期全国人民代表大会第1回会議において国務院副総理に就任した。
文化大革命終了後は鄧小平の復活を支持したが、政治面では保守的傾向を見せた。1978年の第11期3中全会において中央政治局委員に選出される。1982年、前年に失脚した華国鋒に代わって中央党校の校長業務を事実上取り仕切っていた胡耀邦が党総書記の職務に専念することになったため、鄧力群の推薦により中央党校校長に就任。保守派トップの陳雲から黄埔軍官学校に類似した組織化を指示された王震は、校長権限により阮銘を党籍剥奪、呉江、孫長江を異動させるなど党校内部の改革派を一掃している。
1985年の党中央顧問委員会第5回会議で副主任に選出。1987年の第13回党大会では中央委員を退くが、翌1988年3月の第7期全人代第1回大会において中華人民共和国副主席に就任している。
1989年の第二次天安門事件でも強硬論を唱える。天安門事件で失脚した趙紫陽総書記の後継者選びでは、陳雲が推薦した江沢民を中央の経験がないことを理由に反対、王震は李鵬を推したが、鄧小平、陳雲、李先念の3人の意志が固いことを悟り、最終的に支持に回った。
1993年3月12日、国家副主席の任期満了が近づくなか、広州で死去。85歳の誕生日を迎える3日前であった。
中日友好協会名誉会長として1988年に日本を訪問、長崎市の新地中華街の門の額を揮毫している。
第7期中央候補委員、第8期から第10期中央委員、第11期、第12期中央政治局委員。